# Ma'adim Vallis
Ma'adim Vallis è una valle presente sulla superficie marziana. È stata battezzata con il nome del pianeta Marte in lingua ebraica (מאדים).
La valle è orientata lungo la direttrice nord-sud; il canale principale è profondo oltre 8 km e raggiunge una larghezza massima di 20 km. Si tratta quindi di una formazione più imponente del Gran Canyon.
Secondo uno studio, il suo collegamento con il cratere Gusev suggerisce la possibilità che la valle possa aver ospitato un tempo un corso d'acqua proveniente dal cratere, posto in prossimità dell'equatore, e diretto verso sud, in direzione di una regione di bassipiani. È questo il motivo principale per cui Gusev è stato scelto come luogo d'atterraggio del rover statunitense Spirit. Nella valle si dovrebbero trovare sedimenti.